# Armored Core: Nine Breaker
Armored Core: Nine Breaker es un videojuego mecha de la serie Armored Core.

## Argumento
Durante una rara pausa en la incesante lucha entre gigantes corporativos, el mundo está experimentando su primer sabor de relativa paz en muchos años. Esto no quiere decir que las empresas han suspendido o tramando llevar a cabo ataques en contra de un otro, pero la ocurrencia de tales actos son mucho menos frecuentes. Con la excepción de una organización clandestina, el mundo en su conjunto está agradecido por el reciente cambio climático. La organización en cuestión no aboga por una vuelta hasta los días de violencia disoluta y destrucción, pero le preocupa que el repentino cambio de un constante estado de "conflicto listo" para uno de aparente paz causara que muchos bajen su guardia. Específicamente, ellos no quieren a los Ravens que llevan al hombre las primeras líneas en caso de una futura emergencia para ponerse satisfechos. En un esfuerzo para impedir que esto pasara, la organización ha reclutado a algunos pilotos de AC superiores del mundo para participar en un programa de formación riguroso. El objetivo del programa es doble: afinar aún más las habilidades de los mejores, y garantizar una suficiente capacidad y fuerza está al alcance de la mano en caso de que surja la necesidad de plantearse sus servicios ( "Last Raven" demuestra este acertado ideal).

## Serie de videojuegos
| Nombre                          | Año  |  |
| ------------------------------- | ---- |  |
| Amored Core                     | 1997 |  |
| Armored Core: Project Phantasma | 1997 |  |
| Armored Core: Master of Arena   | 1999 |  |
| Armored Core 2                  | 2000 |  |
| Armored Core 2: Another Age     | 2001 |  |
| Armored Core 3                  | 2002 |  |
| Silent Line: Armored Core       | 2003 |  |
| Armored Core: Nexus             | 2004 |  |
| Armored Core: Nine Breaker      | 2004 |  |
| Armored Core: Formula Front     | 2004 |  |
| Armored Core: Last Raven        | 2005 |  |
| Armored Core 4                  | 2006 |  |
| Armored Core: for Answer        | 2008 |  |

- Datos: Q2452505